# آبشار کارفیگوئلا
آبشار کارفیگوئلا (به لاتین: Cascades de Karfiguéla) یک آبشار در بورکینافاسو است که در کارفیگوئلا واقع شده‌است.